# Periploca purpurea
Periploca purpurea är en oleanderväxtart som beskrevs av Kerr. Periploca purpurea ingår i släktet Periploca och familjen oleanderväxter. Inga underarter finns listade i Catalogue of Life.